# Николаевка (Бакалинский район)
Николаевка (баш. Николаевка) — село в Бакалинском районе Башкортостана, относится к Дияшевскому сельсовету. 

## История
Название происходит от личного имени Николай
До 1987 года в составе Казанчинского сельсовета(Указ Президиума ВС Башкирской АССР от 11.12.1987 N 6-2/478 «Об образовании Староазмеевского сельсовета Бакалинского района»).
В 1987-2008 годах в составе  Староазмеевского сельсовета. 
В связи с упразднением Староазмеевского сельсовета в 2008 году вошёл в состав Дияшевского сельсовета (Закон Республики Башкортостан от 19.11.2008 N 49-з «Об изменениях в административно-территориальном устройстве Республики Башкортостан в связи с объединением отдельных сельсоветов и передачей населённых пунктов», ст.1, п.6 б)).

## Географическое положение
Расстояние до:
- районного центра (Бакалы): 33 км,
- центра упразднённого Староазмеевского сельсовета (Старое Азмеево): 7 км,
- центра Дияшевского сельсовета (Дияшево):
- ближайшей ж/д станции (Туймазы): 79 км.

## Население
| 2002 | 2009 | 2010 |
| ---- | ---- | ---- |
| 18   | →18  | ↘15  |

Национальный состав
Согласно переписи 2002 года, преобладающая национальность — русские (61 %).